# Eritrea Shoe Factory
El Eritrea Shoe Factory es un equipo de fútbol de Eritrea que juega en la Segunda División de Eritrea, la segunda categoría nacional.

## Historia
Fue fundado en el año 1970 en la ciudad de Asmara cuando era parte de Etiopía por los empleados de una empresa de zapatos con el fin de tener un equipo de fútbol, siendo ésta empresa el patrocinador principal del equipo.
A mediados de los años 1980 el club cobra notoriedad cuando gana la Copa etíope de fútbol en 1984 sin ser un equipo de la liga etíope de fútbol, y repitiendo el mismo logro al año siguiente.
A nivel internacional ha participado en dos torneos continentales en los cuales no ha podido superar la primera ronda.

## Palmarés
- Copa etiope de fútbol: 3

1984, 1985, 1987

## Participación en competiciones de la CAF
| Temporada | Torneo          | Ronda | Club                | Casa | Visita | Global  |
| --------- | --------------- | ----- | ------------------- | ---- | ------ | ------- |
| 1985      | Recopa Africana | 1     | Simba SC            | 1-0  | 0-5    | 1-5     |
| 1986      | Recopa Africana | 1     | Mbabane Highlanders | 2-2  | 1-1    | 3-3 (a) |